# XONE
XONE是一款免費通話APP，於2014年1月誕生。用戶間可以通過互聯網在不額外增加費用情況下與其他用戶進行語音通話。XONE強調撥打全世界的手機或市話全部免費暢打。除了語音通話功能之外，XONE還是一個內容平台，藉由大數據分析技術，學習使用者的瀏覽習慣，成為個人專屬的行動資訊平台。
XONE的語音通話最不一樣在於不像LINE的通話前提必須雙方皆須下載LINE的軟體，而Skype必須使用現金儲值兌換成點數才能進行撥打非Skype的電話，XONE的模式類似WhatsCall，而XONE的創立時間也較WhatsCall來得早，XONE更是台灣土生土長的APP。
XONE在2015年1月舉行正式上線記者會，會中宣布獲得鴻海集團旗下富智康轉投資，引起眾多媒體注意，被認為是實現了郭台銘所說4G行動網路推出後，通話將成為免費的夢想。上線記者會後，下載數大幅成長，2015 年 2 月即突破50萬，同月XONE獲得Google Play Store社交類及不分類熱門免費下載第一名。
2015年12月宣佈將進軍O2O市場，整合線上與線下的完整虛實行銷生態。2017年9月唯獨Android的用戶就突破100萬人，再加上iOS既有的用戶大概全世界已有150萬用戶。

## 功能特色
XONE 的功能主要有 4 項，即容易點（XONEY）、內容瀏覽、免費電話、即時訊息，細節如下：
- 容易點：XONE獨有的點數機制，可以從點擊平台上的新聞內容或關注XONE臉書粉絲專頁不定時發放的序號獲得點數，而將運用此點數機制撥打電話或在「容易市集」購買市集中的物品，容易點沒有儲值管道，必須全靠使用者自行蒐集。
- 內容瀏覽：XONE 與 100 家以上的內容供應商合作，依據使用者的閱讀習慣，提供新聞、娛樂、生活資訊等訊息，並推播與使用者興趣相符的廣告。舊版(V6.0 以前)內容以卡片及瀑布流方式呈現，新版(V6.0起)內容以類似LINE Today的方式呈現，使用者可以在內容流上快速瀏覽，將感興趣的內容標記為稍後再讀，閱讀內容時可以進行收藏、分享等動作，每點擊一則內容將可獲得10點。新版的呈現方式不論在舒適度、流暢度都比舊版更為進步。
- 免費電話：XONE 於2016年已與印度TATA電信公司結盟提供使用者免費通話優惠[7]，因此修正原有撥打17國的限制，現在可撥打至全世界的室內電話及行動電話，無論受話方有沒有安裝 XONE，都可以接聽電話。若對方沒有安裝 XONE，則將用容易點按照平台上發布的費率表進行支付。以台灣目前為例：撥打台灣市話為65點/分（相當於點擊7則內容）、台灣行動電話為415點/分（相當於點擊42則內容），XONE打破傳統「打市話比較貴」的既定觀念，目的也是在於希望讓未下載註冊的人能夠一同加入XONE，而對方若是有安裝 XONE，則雙方不會有任何限制，也不扣除任何點數。先前通話品質曾受許多使用者謾罵，但近期有大幅提升通話品質，甚至在新板的通話品質表現得更為優秀，只要在穩定網路下使用已經與一般電話不相上下。
- 即時訊息：XONE 上線時曾提供使用者之間傳送文字、圖片、貼圖的功能，內容亦可透過即時訊息功能傳送。然而，根據 App 中的公告，目前暫時關閉了即時訊息功能。

## 開發者
ConneXionONE（肯力行網）由旅美的連續創業家 Chris Chang 與 Jay Lee 於 2012 年共同在美國矽谷創辦，具備全球跨境電信事業營運服務的資深技術與豐富業務經驗，其企業產品服務版圖涵蓋全球五大洲。在臺子公司肯力行網科技成立後，由台灣與矽谷的工程團隊合作開發推出 XONE 行動新媒體平台 APP。

## 董監事資料
- 董事長：張乃文
- 董事：王舜威
- 董事：張晉碩
- 監事：顏三元

## 電信波折
XONE 在 2015 年 1 月舉行正式上線記者會後，一夕爆紅成為家喻戶曉的「郭董牌電話」，而且最大特色就是如同一般電話一樣擁有撥號鍵盤免費撥打全世界任何手機及市話，而對方接聽時所看到的號碼是XONE用戶原來本身的號碼，不會像其他節費APP軟體無法看到來電號碼或使用亂碼，因此深受使用者好評，不過，正因如此不符合台灣現行電信法規，2015年3月遭受國家通訊傳播委員會（NCC）要求免費通話服務需依據國家通訊傳播委員會電信號碼管理辦法第四條之二《虛擬行動網路服務經營者之行動網路碼或用戶號碼應向合作之行動網路業務經營者取得》，2015年3月20日XONE開始與台灣二類電信-全網通 （页面存档备份，存于）合作，並由全網通提供電信相關服務，接聽電話方所顯示的來電號碼也改為二類電信所頒發的070開頭核准號碼。
XONE與全網通合作期間遭受許多使用者的不滿，原因是通話品質相較於合作前來得差，甚至在使用前除了一開始下載在XONE平台的註冊外，還需要前往全網通再一次進行註冊，造成眾多用戶不便，甚至有使用者因為在全網通和XONE之間的付費問題紛紛要向XONE進行提告民事訴訟的求償。
雙方合作一年，於2016年4月1日起正式終止雙方合約，之後與印度TATA電信公司結盟，恢復來電顯示的問題，可正常顯示號碼，通話品質也相當穩定。在經歷這一年來的波折，相信也因此流失許多使用者，導致一時火紅的通訊APP不再火熱。

## 目標
XONE 的目標是要改變電信公司的既有營運思維，並認為免費電話將成為未來趨勢，電信業者的角色應是維護網路基礎建設的品質。同時，若使用者越多，網路用量增加，XONE 的服務不但不會威脅電信業者，還會增加電信業者的收入。此外，XONE 也希望成為使用者的內容娛樂平台，藉由學習使用者的喜好，就可以針對使用者的興趣投放廣告，而 XONE 的廣告顛覆以往行動廣告的模式，不再是礙眼的橫幅廣告，而是以使用者感興趣的內容形式呈現，提供有價值的訊息。XONE以5C (溝通Communication、社交Community、商業Commerce、策展Curation、內容Content) 為經營理念，並期盼引領 5C產業鏈相互接軌。

## 外部連結
- 不只免費通話！XONE要打造行動內容平台 （页面存档备份，存于）
- XONE 官方網站 （页面存档备份，存于）
- XONE粉絲專頁 （页面存档备份，存于）